# 34366 Rosavestal
34366 Rosavestal è un asteroide della fascia principale. Scoperto nel 2000, presenta un'orbita caratterizzata da un semiasse maggiore pari a 2,7031864 au e da un'eccentricità di 0,1125367, inclinata di 8,14964° rispetto all'eclittica.
L'asteroide è dedicato a Rosa Vallee Vestal, madre dello scopritore.